# Resa Vukčić Hrvatinić
Resa Vukčić Hrvatinić (fallecida después de 1393), fue una noble bosnia del siglo XIV. Pertenecía a la familia noble Hrvatinić. 

## Biografía
Resa era hija del knez Vukac Hrvatinić y hermana del magnate bosnio Hrvoje Vukčić Hrvatinić. Según los registros históricos, se le menciona en 1393, como esposa del tepčija Batalo Šantić. En el evangelio encargado por Batalo, conocido como el Evangelio de Batalo, se menciona que estaba casado con Resa y cuyos cuñados eran conocidos como el «gran duque de Bosnia», «knez bosnio» y «ban de Croacia». Se ha determinado que estos tres eran Hrvoje, Dragiša y Vuk, hermanos de Resa.
Como dote de su matrimonio con Resa, recibió la župa de Sana, ya que anteriormente poseía la župa de Lašva junto con la ciudad de Toričan.
En 1396, el župan de Sana era Vukac, quien en nombre de Hrvoje Vukčić Hrvatinić emitió un documento en la ciudad de Kozara garantizando la seguridad de los mercaderes ragusanos. Este Vukac era en realidad Vuk, hijo de Miloš Družić de Guča Gora en Lašva, encargado de administrar la župa de Sana en representación del tepčija Batalo. La última mención del tepčija  en los registros históricos se encuentra en un documento del rey Ostoja de Bosnia fechado el 8 de diciembre de 1400, lo que sugiere que falleció poco después. Si sobrevivió a su esposo, su derecho sobre la župa de Sana, que había entregado como dote, le habría sido restituido.

## Descendencia
Del matrimonio entre Resa y Batalo nacieron tres hijos: Vuk, Stjepan y Ostoja, quienes adoptaron el apellido Tepčić en honor al título de su padre.